# Samuel af Ugglas
Samuel af Ugglas (Hedemora, 3 de mayo de 1750–Estocolmo, 6 de abril de 1812) fue un graf sueco y gobernador de la provincia de Estocolmo entre 1788 y 1802.

## Biografía
Samuel af Ugglas nació en Ugleviken, Hedemora, en la provincia de Dalecarlia. Nacido en una familia familia académica, su padre, Petrus Ugla, fue un fil. mag..
Llegó a ocupar el cargo interino como gobernador de la provincia de Estocolmo después de la muerte de Jacob Johan Gyllenborg.